# Corregidora (ort)
Corregidora är en ort i Mexiko.   Den ligger i kommunen Tepetlixpa och delstaten Mexiko, i den sydöstra delen av landet, 50 km sydost om huvudstaden Mexico City. Corregidora ligger 2 339 meter över havet och antalet invånare är 126.
Terrängen runt Corregidora är huvudsakligen kuperad, men den allra närmaste omgivningen är platt. Terrängen runt Corregidora sluttar söderut. Runt Corregidora är det tätbefolkat, med 257 invånare per kvadratkilometer. Närmaste större samhälle är Ozumba de Alzate, 3,5 km öster om Corregidora. I omgivningarna runt Corregidora växer huvudsakligen savannskog.